# 이바라키도지

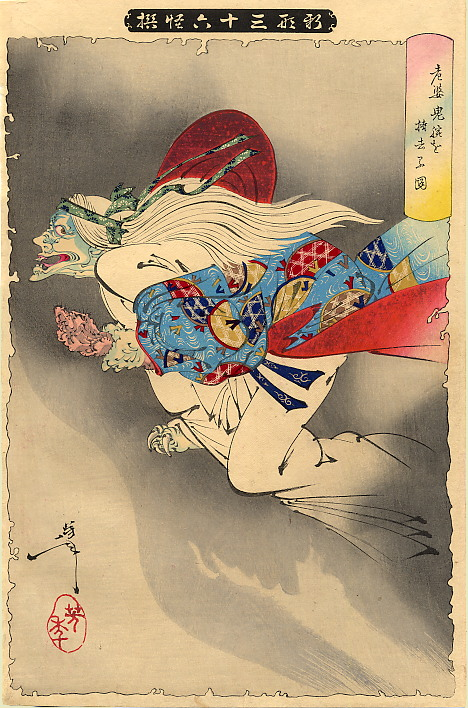

이바라키도지(일본어: 茨木童子)는 헤이안 시대에 오에야마 산에 산채를 두고 교토를 노략질한 오니 중 하나이다. 슈텐도지의 가장 주요한 신하였다.
추새지는 셋츠 국이라는 설과 에치고국이라는 설이 있다. 태어나 이빨이 나기 전부터 엄청난 덩치였는데, 무서운 귀신으로 변한 뒤 슈텐도지와 만나 사제지간이 되어 함께 교토를 목표로 하였다.
이비라키도지 일당은 오에야마 산을 거점으로 교토 귀족들의 자녀를 답치하는 등 난폭한 짓을 했지만 미나모토노 요리미츠와 그 신하들인 뇌광 사천왕에게 토벌당했다.